# Felice Scifoni
Felice Scifoni (Roma, 21 settembre 1802 – Roma, 6 febbraio 1883) è stato uno scrittore, patriota, notaio, traduttore e bibliotecario italiano.

## Biografia
Felice Scifoni, figlio di Giacomo e di Caterina Labusier, fu storico, traduttore dal francese e dal latino e notaio. Affiliato alla Carboneria, poi fervente mazziniano, è stato socio dell'Accademia Tiberina e amico di Giuseppe Gioachino Belli. I suoi interessi spaziano dal teatro alla geografia, alla storia, alla politica attiva. Arrestato per aver partecipato, in Romagna, ai moti del 1830-1831, fu costretto ad andare in esilio. Si trasferì quindi a Firenze, dove partecipò alla stesura del Dizionario biografico universale edito dal Passigli. A Firenze sposò Ida Botti (1812–1844), pittrice e allieva di Giovanni Salvagni, autrice di ritratti e di nature morte, il cui suo Autoritratto si conserva a Palazzo Pitti.
Nel 1846, grazie all'amnistia concessa da Pio IX alla sua elevazione al Soglio pontificio, Scifoni tornò a Roma. Nel 1849 fu eletto deputato dell'Assemblea costituente della Repubblica Romana e alla restaurazione del governo pontificio andò in esilio in Francia, dove manifestò una ferma opposizione a Napoleone III. Trasferitosi a Torino, curò l'edizione di un Dizionario biografico di personaggi che si erano distinti per adesione alla democrazia.
Nel 1866, pur in ristrettezze economiche rifiutò una cattedra all'Università di Firenze, per non prestare giuramento al re di Savoia, poiché si riteneva repubblicano e mazziniano.
Tornò a Roma dopo la definitiva caduta del Potere temporale. Nel 1871 scrisse una Storia dell'Italia antica e ottenne l'ufficio di bibliotecario del Comune di Roma.
Il Comune di Roma nel 1954 gli ha intitolato una via  in zona Ottavia.

### Scritti
- Felice Scifoni, Il riconoscimento felice, farsa per musica a sei voci Di Felice Scifoni Romano; posta in musica Dal Maestro Pietro Ambrosini Romano. Da rappresentarsi nel nobil teatro di Torre Argentina La Primavera dell'Anno 1821, Roma, nella stamperia di Michele Puccinelli a Tor Sanguigna, n. 17, 1821, SBN RMRE004387.
- Felice Scifoni, Pandolfo Collenuccio / tragedia, Roma, Tip. di Angelo Ajani, 1829, SBN RMR0003274.
- Marcus Tullius Cicero, Lelio o dell'amicizia: dialogo / di Marco Tullio Cicerone; volgarizzamento con note di F. Scifoni, Prato, Tip. Aldina, 1838, SBN RAV1547467.
- Felice Scifoni, Biografia di Luigi Vestri, Firenze, pei tipi di Felice Le Monnier, 1941, SBN NAP0184598.
- Felice Scifoni, Degli asili aperti all'infanzia e particolarmente di quei di Firenze: memoria, Firenze, Stab. tip. D. Passigli, 1847, SBN ANA0019152.
- Felice Scifoni, Roma e il pontificato sovrano: discorso, Parma, Tip. P. Grazioli, 1859, SBN IEI0189328.
- Felice Scifoni, Dizionario di geografia universale. Supplemento, Torino, Sebastiano Franco e Figli, 1862, SBN BA10092875.
- Felice Scifoni, Specchio statistico rappresentante la bilancia politica del globo nel 1862 / compilato e corredato di note da Felice Scifoni continuatore del Dizionario geografico del Marmocchi, Torino, Sebastiano Franco e Figli, 1862, SBN TO01111174.
- Felice Scifoni, Spiritismo: studi elementari storici, teorici e pratici con un saggio bibliografico spiritico, Firenze, Soxietà spiritica, 1868, SBN LO11600185.
- Felice Scifoni, 1: Letture popolari, Firenze, presso l'editore Giovanni Felice, 1871, SBN RMR0021773.
- Camille Flammarion, Dio nella natura / Camillo Flammarion; versione italiana autorizzata dall'Autore di Felice Scifoni, Roma, tip. Elzeviriana, 1880, SBN NAP0144232.